# Dan-Air-Flug 1008
Dan-Air-Flug 1008 war ein außerplanmäßiger internationaler Passagierflug von Manchester nach Teneriffa. Am 25. April 1980 zerschellte die hierbei eingesetzte Boeing 727-46 der Dan-Air an einem bewaldeten Berg auf Teneriffa, nachdem die Besatzung eine inoffizielle Warteschleife über hohem Gelände flog. Alle 146 Insassen an Bord (138 Passagiere und 8 Besatzungsmitglieder) starben. Die Kollision der Boeing 727 mit dem Berg war der zweite schwere Unfall der Dan-Air innerhalb von 10 Jahren und der schwerste Unfall in der Geschichte der Fluggesellschaft, bei dem zahlende Fluggäste ums Leben kamen.

## Flugzeug und Besatzung
Bei dem Flugzeug, das von Dan Air Services Ltd. betrieben wurde, handelte es sich um eine Boeing 727-100 (Konstruktions-/Seriennummer: 19279, Liniennummer: 288, Kennzeichen G-BDAN), die 1966 für Japan Air Lines gebaut wurde. Der Boeing-Kundencode für die Japan Air Lines war „-46“. Dan-Air erwarb das Flugzeug im August 1974.
Zum Zeitpunkt des Unfalls hatte das Flugzeug 30.600 Betriebsstunden absolviert.
Der Kapitän war der 50-jährige Arthur John Whelan, der bereits 58 Mal den Flughafen Teneriffa Nord angeflogen hatte. Er hatte 15.299 Flugstunden, davon 1912 Stunden auf der Boeing 727. Der erste Offizier war der 33-jährige Michael John Firth, der den Flughafen Teneriffa Nord bereits 9 Mal angeflogen hatte. Er hatte 3492 Flugstunden, davon 618 Stunden auf der Boeing 727. Der Flugingenieur war der 33-jährige Raymond John Carey, der den Flughafen Teneriffa Nord noch nie angeflogen hatte. Er verfügte über 3340 Flugstunden, wobei seine Erfahrung auf der Boeing 727 in dem Bericht nicht angegeben ist.

## Unfallhergang
Dan-Air Flug 1008 war ein Charterflug vom Flughafen Manchester zum Flughafen Teneriffa Nord, Kanarische Inseln. Der Flug war 14 nm (26 km; 16 mi) vom VOR/DME-Funkfeuer „TFN“ entfernt, als er nach Erreichen von „TFN“ die Freigabe für einen Anflug auf die Landebahn 12 zum Funkfeuer „FP“ erhielt. Die Boeing befand sich zunächst auf Flugfläche (FL) 110 (3400 m) und erhielt dann die Freigabe zum Sinkflug auf FL 60 (1800 m). Die Besatzung meldete sich über 'TFN' und wurde vom Fluglotsen aufgefordert, eine nicht standardisierte Warteschleife über dem 'FP'-Funkfeuer zu fliegen. Diese Warteschleife war kein offizielles Verfahren und die Besatzung hatte keine Karte dafür, aber die Anweisung wurde akzeptiert. Tatsächlich überflog das Flugzeug „FP“ nicht, sondern flog südlich des Funkfeuers. Daraufhin sagte einer der Piloten dem Fluglotsen „entering the hold“. Etwa eine Minute später erhielten sie die Freigabe zum Sinkflug auf 1500 m.
Obwohl der verantwortliche Pilot angegeben hatte, dass er gemäß den Anweisungen des spanischen Fluglotsen in die Warteschleife einfliegen würde, steuerte er das Flugzeug nach links in Richtung Südosten in ein Gebiet mit hohem Gelände, in dem die sichere Mindesthöhe 4400 m betrug. Während des Sinkflugs auf 1500 m aktivierte sich das Ground Proximity Warning System (GPWS). Die Besatzung reagierte schnell und leitete einen Steigflug ein. Mit vollem Schub flog das Flugzeug eine steile Rechtskurve und schlug um 13:21:15 Uhr Ortszeit auf dem Berg La Esperanza auf. Das Flugzeug flog in einer Wolke, als es den Berg traf. Der Aufprall führte zur vollständigen Zerstörung des Flugzeugs, tötete alle Personen an Bord und hinterließ eine 350 m lange Trümmerspur.

## Unfalluntersuchung und Ursache
Die offizielle (spanische) Untersuchungskommission kam zu dem Schluss, dass die Ursache des Unfalls darin lag, dass der verantwortliche Pilot das Flugzeug in ein Gebiet mit hohem Gelände steuerte, ohne die Flughöhe zu berücksichtigen, und es dadurch versäumte, eine sichere Höhe über dem Gelände einzuhalten. Ein britischer Nachtrag zum Bericht stellte fest, dass die verspäteten und unklaren Anweisungen des Fluglotsens bezüglich der inoffiziellen Warteschleife unmittelbar zur Desorientierung der Piloten beitrugen. Der Nachtrag stellte auch fest, dass die inoffizielle Warteschleife, auf die das Flugzeug geleitet wurde, enge Kurven erforderte. Diese waren praktisch nicht fliegbar, so dass ein Flugzeug, das diese Strecke flog, auch ohne die Navigationsfehler der Besatzung unweigerlich in die Region mit hohem Gelände fliegen musste. Der Nachtrag stellte ferner fest, dass die vorgeschriebene Flughöhe von 5000 Fuß (1500 m) für diese Warteschleife unzureichend war und dass die Mindesthöhe für den Einflug in die Warteschleife 8000 Fuß (2400 m) hätte betragen müssen (mit einer Mindesthöhe von 7000 Fuß (2100 m) für die Warteschleife selbst), wenn im Voraus eine Berechnung der sicheren Mindesthöhe durch eine zuständige Behörde durchgeführt worden wäre. Der Nachtrag kam zu dem Schluss, dass sich der Unfall nicht ereignet hätte, wenn der Fluglotse der Besatzung nicht erlaubt hätte, unter 7000 Fuß (2100 m) zu sinken.

## Gedenkstätte auf dem Südfriedhof in Manchester

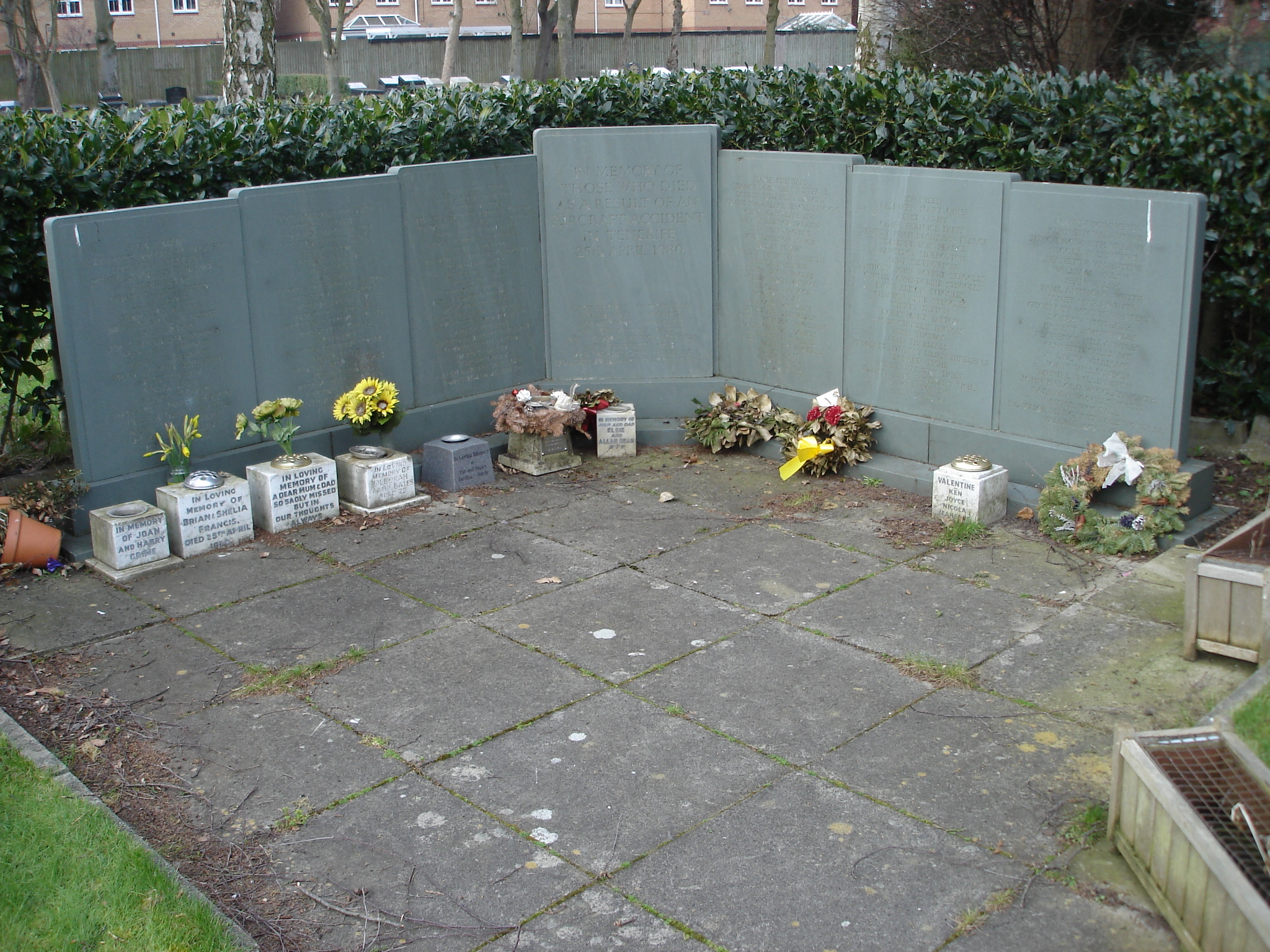
Gedenkstätte für die Opfer des Fluges 1008

Eine Gedenkstätte auf dem Südfriedhof in Manchester erinnert an die Opfer der Katastrophe, deren Namen auf einer Reihe von Schiefertafeln in einer kleinen begrünten Anlage eingraviert sind. Auch neben der All Saints Church in Taoro Parque (Puerto de la Cruz, Teneriffa) gibt es einen Gedenk-Garten, da manche Passagiere des Fluges Mitglieder der dortigen anglikanischen Gemeinde waren.

## Weitere Informationen
- The Spirit of Dan-Air, Simons, G.M., GMS Enterprises, Peterborough, 1993 (auf Englisch)
- Kompass – Winter 1974/75 Edition, Dan Air Services Ltd, West-Berlin, 1974
- Berlin Airport Company — Report on Dan-Air's Berlin operation, July 1975 Monthly Timetable Booklet for Berlin Tempelhof and Berlin Tegel Airports, Berlin Airport Company, West-Berlin, 1975
- In Flight – Silver Jubilee Anniversary Edition, Dan Air Services Ltd, London, 1978 (auf Englisch)
- Airliner Classics (Dan-Air – Popular British Charter operator: The Boeing 727), Key Publishing, Stamford, UK, November 2011 (Auf Englisch)

### Flugunfallberichte
- UK CAA Document CAA 429 World Airline Accident Summary
- Abschlussbericht – Spanish Civil Aviation Accident Commission
  - Englische Übersetzung: Air Accidents Investigation Branch: Report No.8/1981 Report on the accident to Boeing 727, G-BDAN on Tenerife, Canary Islands, 25 April 1980 (Archive).
  - Appendices of English version (Archive)
  - Spanische Originalfassung: Civil Aviation Accident and Incident Investigation Commission